# Ешенбах (Геппінген)
Ешенбах (нім. Eschenbach) — громада в Німеччині, знаходиться в землі Баден-Вюртемберг. Підпорядковується адміністративному округу Штутгарт. Входить до складу району Геппінген.
Площа — 4,80 км2. Населення становить 2139 осіб (станом на 31 грудня 2020).